# Gorka Rivera
Gorka Rivera (Leganés, 1 de agosto de 2004) es un futbolista español que juega en la demarcación de lateral izquierdo en el Getafe CF "B" de la Segunda División RFEF.

## Biografía
Tras formarse como futbolista en las categorías inferiores del Real Madrid CF y CD Leganés, se marchó a la disciplina del Getafe CF. Debutó con el segundo equipo el 5 de septiembre de 2021 contra el AD Alcorcón "B", encuentro que finalizó con un resultado de empate a uno. El 20 de agosto de 2023 debutó con el primer equipo en un partido de Liga contra el Girona FC.

## Clubes
Actualizado al último partido disputado el 9 de febrero de 2025.
| Club          | País   | Año   | Partidos | Goles |
| ------------- | ------ | ----- | -------- | ----- |
| Getafe CF "B" | España | 2021- | 55       | 1     |
| Getafe CF     | España | 2023- | 2        | 0     |